# César Ladeira
César Rocha Brito Ladeira, mais conhecido como Cesar Ladeira, (Campinas, 11 de dezembro de 1910 — Rio de Janeiro, 8 de setembro de 1969) Filho de José Martins Brito Ladeira e Adosinda Rocha Brito Ladeira,  foi um radialista brasileiro, ficou conhecido como "A voz da Revolução Constitucionalista", que ocorreu em 1932, e veio a se tornar um dos ícones da era de ouro do rádio no Brasil e dos mais famosos locutores do país.
Ladeira foi o criador de nomes artísticos com os quais alguns cantores passaram a ser identificados: "Rei da Voz" para Francisco Alves, "A Pequena Notável" para Carmen Miranda, "O Cantor que Dispensa Adjetivos" para Carlos Galhardo, "O Caboclinho Querido" para Sílvio Caldas e "A Garota Grau Dez" para Emilinha Borba.

## Biografia
Iniciou sua carreira em 1931, como locutor da Rádio Record de São Paulo, para onde fora convidado, quando era estudante de direito, a fazer um teste e, em vez de ler anúncios, proferiu um discurso contra o ditador Getúlio Vargas - o que agradou, junto a sua voz, a direção da emissora.
Durante a Revolução Constitucionalista que contrapôs os paulistas e o governo de Vargas, a Record decidiu realizar programas políticos e, para isto, estabeleceu uma parceria com a Rádio Mayrink Veiga, carioca, tendo Ladeira como seu principal locutor; ele então realizava veementes discursos nos quais exortava a população a lutar e resistirem ao governo que infringia a Constituição do país; a revolta durou dois meses, sendo suplantada pelo novo regime e Ladeira acabou preso; no cárcere, aproveitou o tempo para escrever um livro, publicado mais tarde, sendo a primeira obra no país a versar sobre o rádio.
Em 1933, foi contratado pela Mayrink, como locutor e diretor artístico, mudando-se para o Rio; iniciou um estilo, copiado dos locutores argentinos que para diferenciar os "erres" dos "agás" aspirados, carregavam nos primeiros.

Wilson Batista, Nelson Gonçalves, César Ladeira e Jorge de Castro

Atuou no cinema em vários filmes, estreando, em 1935, no cinema no filme "Alô, Alô, Brasil" e sendo o protagonista do filme Sob a Luz do Meu Bairro, de 1946, dirigido por Moacyr Fenelon.
Em 1948, assinou contrato com a Rádio Nacional, onde apresentou durante dez anos "Seu criado, obrigado", ao lado de Daisy Lúcidi, entre outros programas de sucesso.
Em 1956 tornou-se fundador e diretor da Rádio Relógio, da cidade do Rio de Janeiro
Dois anos antes de sua morte, em 1967, passou a atuar em humorísticos na extinta TV Tupi do Rio de Janeiro.
Foi marido da atriz Renata Fronzi. Seus filhos, Cesar Fronzi Ladeira e Renato Fronzi Ladeira, foram os criadores da banda de rock "A Bolha" e, mais tarde, do grupo Herva Doce.
Cesar Ladeira morreu de hemorragia cerebral, aos 58 anos, no Rio de Janeiro. Seu sepultamento ocorreu no Cemitério de São João Batista, na mesma cidade. Nas comemorações do 25º aniversario da Revolução Constitucionalista de 1932, em 9 de julho de 1977, seus restos mortais foram transladados para o Monumento Mausoleu aos Herois de 1932, no Parque do Ibirapuera, na capital paulista. 
tipoConteudo=pagina&ordenacaoData=relevancia&allwords=C%C3%A9sar+Ladeira&anyword=&noword=&exactword=&decadaSelecionada=1960</ref>